# Lemar
Lemar Obika, conosciuto semplicemente come Lemar (Londra, 4 aprile 1978), è un cantautore e produttore discografico britannico.

## Biografia
Nato nel quartiere londinese di Tottenham da genitori nigeriani, inizia a cantare a 17 anni. Il suo singolo discografico di debutto è Got Me Saying Ooh, prima e unica pubblicazione per la RCA Records (2001). Conquista la notorietà con la partecipazione al talent televisivo Fame Academy, andato in onda nella stagione 2002-2003. Il programma viene vinto da David Sneddon, ma Lemar riceve le attenzioni dell'etichetta Sony Music, che produce il singolo Dance (With U), pubblicato nell'agosto 2003 e che raggiunge il secondo posto in classifica. Il suo album discografico d'esordio esce nel novembre dello stesso anno ed è intitolato Dedicated.
Anticipato dal singolo If There's Any Justice, nel novembre 2004 esce il suo secondo album Time to Grow, certificato doppio disco di platino dalla BPI. Nel 2004 vince ai BRIT Awards 2004 nella categoria "British Urban Act". Nel 2005 trionfa ai MOBO Awards con i premi relativi alle categorie "Best UK Male" e "Best Album".
Ritorna nel settembre 2006 con il singolo It's Not That Eady. Contestualmente viene diffuso l'album The Truth About Love, suo terzo lavoro in studio che vede la collaborazione di Joss Stone, Styles P e Mica Paris. Anche questo album ottiene successo (#3 nella Official Albums Chart). Nel 2006 vince nuovamente il premio come "British Urban Act" ai BRIT Awards 2006.
Il suo quarto album The Reason esce nel novembre 2008 ed è il primo a fallire l'ingresso nella "top 20" di vendite.
Nell'ottobre 2012 è la volta di Invincible, pubblicato in maniera indipendente.

## Discografia

### Album studio
- 2003 - Dedicated
- 2004 - Time to Grow
- 2006 - The Truth About Love
- 2008 - The Reason
- 2012 - Invincible

### Raccolte
- 2010 - The Hits